# Гладышев, Николай Александрович
Николай Александрович Гладышев (1909—1985) — старший сержант Рабоче-крестьянской Красной Армии, участник Польского похода РККА и Великой Отечественной войны, Герой Советского Союза (1944).

## Биография
Николай Гладышев родился 2 мая 1909 года в деревне Жманка (ныне — Гаврилов-Ямский район Ярославской области) в рабочей семье. Получил начальное образование. С 1926 года работал столяром на текстильной фабрике «Рольма» в городе Ростове. В 1932—1935 годах проходил службу в Рабоче-крестьянской Красной Армии. Участвовал в Польском походе РККА 1939—1940 годов. В июне 1941 года был вновь призван в армию. Служил в инженерных войсках. Участвовал в боях на Северо-Западном, Ленинградском и Карельском фронтах. К июню 1944 года сержант Николай Гладышев командовал отделением 222-го отдельного моторизованного штурмового инженерно-сапёрного батальона 20-й моторизованной штурмовой инженерно-сапёрной бригады 7-й армии Карельского фронта. Отличился во время форсирования реки Свирь.
21 июня 1944 года отделение Гладышева действовало в качестве группы разведки. Оно переправлялось через Свирь на машинах-амфибиях под массированным вражеским огнём. Когда погиб рулевой первой амфибии, Гладышев принял на себя управление. Достигнув берега, Гладышев первым выскочил из машины и увлёк бойцов на расчистку надводных заграждений. Проделав проходы для пехоты, отделение стало продвигаться к вражеским траншеям. В это время из замаскированного дзота начал стрелять вражеский пулемёт. Гладышев, блокировав со своим отделением дзот, захватил пулемёт, пленив весь расчёт. Затем сапёрами удалось разминировать мост через Свирь, обезвредить 80 мин, сделать 6 проходов в проволочных заграждениях. В одном из последующих боёв Гладышев получил ранение и лечился в Москве.
Указом Президиума Верховного Совета СССР от 21 июля 1944 года за «образцовое выполнение боевых заданий командования на фронте борьбы с немецкими захватчиками и проявленные при этом мужество и героизм» сержант Николай Гладышев был удостоен высокого звания Героя Советского Союза с вручением ордена Ленина и медали «Золотая Звезда» за номером 5305.
В конце 1945 года в звании старшего сержанта Гладышев был демобилизован. Проживал в Ростове, работал столяром и преподавателем столярного дела на фабрике «Рольма». Скончался 27 декабря 1985 года, похоронен на воинском участке старого городского кладбища Ростова.
Был также награждён орденом Отечественной войны 1-й степени и рядом медалей.